# Линецкий, Виталий Борисович
Вита́лий Бори́сович Лине́цкий (укр. Віталій Борисович Лінецький; 22 октября 1971 — 16 июля 2014) — украинский актёр театра и кино, заслуженный артист Украины (2004).

## Биография
Родился 22 октября 1971 года в Ивано-Франковске. Закончил Киевский национальный университет театра, кино и телевидения имени И. К. Карпенко-Карого.
Служил актёром в Ивано-Франковском украинском драматическом театре, Киевском ТЮЗе и Киевском Академическом театре драмы и комедии на левом берегу Днепра.
Дважды лауреат профессиональной театральной премии «Киевская Пектораль»: в 1998 году — в номинации «Лучшая мужская роль второго плана» за роль Сеньора Меиса в спектакле «Немного вина… или 70 оборотов» по новеллам Л. Пиранделло, в 2007 году — в номинации «Лучшая мужская роль первого плана» за роль Егора Войницкого в спектакле «26 комнат…» по пьесе А. Чехова «Леший».
Активно снимался в кино.
Погиб в шесть часов утра 16 июля 2014 года в Киеве. Директор «Театра на левом берегу» Александр Ганноченко рассказал, что актёр упал и разбил голову, эту же версию подтвердил журналист Максим Равреба: «Два дня назад его в последний раз видели на Куренёвке. Потом жену вызвали на опознание. Виталий был найден мёртвым в подземном переходе по улице Телиги, возле Кирилловской церкви. Или убит, или упал с большой высоты на бетонные ступени. Но это была неестественная смерть». По факту гибели актёра было возбуждено уголовное дело, но следов насильственной смерти на его теле обнаружено не было: «Свидетельница — продавщица круглосуточного ларька — видела, как мужчина 16 июля в шесть утра присел на парапет, ограждающий лестницу в подземный переход, и нечаянно упал вниз, прокатившись по ступеням. То, что мужчина в это время был один, зафиксировала и видеокамера, установленная неподалёку».
Прощание с В. Б. Линецким состоялось 21 июля в Театре на левом берегу. Актёр похоронен на Берковецком кладбище.

## Театральные работы
В театре на Левом берегу сыграл около 20 ролей

### Киевский академический театр драмы и комедии на левом берегу Днепра
- 1995 — «Непобедимый меч Гайан» по сказке Т. Габбе «Город мастеров» — Мушерон Младший
- 1995 — «Волшебница» И. Карпенко-Карого — Демьян
- 1995 — «Что угодно, или Двенадцатая ночь» У. Шекспира — Фесте / Смерть
- 1996 — «Дура» М. Ашара — Мигель Остос
- 1996 — «Комедия о прелести греха» по пьесе Н. Макиавелли «Мандрагора»; реж. Юрий Одинокий — Лигурио
- 1996 — «Немного вина…или 70 оборотов» по новеллам Л. Пиранделло — Сеньор Меис
- 1997 — «Мелкий бес» Ф. Сологуба; реж. Юрий Одинокий — Павлуша Володин
- 1997 — «Обманутая» Т. Манна — врач
- 1998 — «Венецианский мавр» («Отелло») У. Шекспира — Яго
- 1998 — «Филоктет-концерт» по Софоклу — Неоптолем
- 1999 — «Так закончилось лето…» по роману И. Шоу «Люси Краун» — Джеф
- 2000 — «Смерть Тарелкина» А. Сухово-Кобылина — Расплюев, Крестьян Крестьянович
- 2001 — «Кто боится?..» по пьесе Э. Олби — Ник
- 2003 — «Море, ночь, свечи» по пьесе Й. Бар-Йосефа «Это великое море» — Ноах Гринвальд
- 2006 — «26 комнат…» по пьесе А. Чехова «Леший» — Егор Петрович Войницкий
- 2006 — «Голубчики мои!..» по произведениям Ф. Достоевского и А. Володина — Керилашвили / Свидригайлов
- 2008 — «Пусть сразу двух не любит…» по пьесе М. Старицкого «Ой, не ходи, Грицю…» — Хома
- 2012 — «Карнавал плоти» по пьесе Г. Бюхнера «Войцек» — Войцек
- 2014 — «Веселье сердечное, или Кепка с карасями» по рассказам Ю. Коваля; реж. Дмитрий Богомазов — Автор

### Театр «Свободная сцена»
- 2003 — «Роберто Зукко» Б.-М. Кольтеса — Роберто Зукко

### Центр театрального искусства им. Леся Курбаса
- 2006 — «Записки сумасшедшего» Н. Гоголя — Аксентий Иванович Поприщин

## Фильмография
- 1992 — Мелодрама с покушением на убийство
- 1992 — Цветение одуванчика — эпизод
- 1999 — День рождения Буржуя — Олег Пожарский
- 2001 — День рождения Буржуя—2 — Олег Пожарский
- 2001 — След оборотня
- 2001 — Вечера на хуторе близ Диканьки — Дьяк
- 2002 — Золотая лихорадка
- 2002 — Золушка — Доктор
- 2002 ― Кукла
- 2003 — Безумный день или Женитьба Фигаро — Базиль
- 2004 — Кофеман
- 2004 — Путеводитель
- 2005 — Второй фронт
- 2005 — Подруга особого назначения
- 2005 — Украденное счастье
- 2005 — Свадьба Барби
- 2005 — Женская интуиция 2 — Гела
- 2006 — Хеппи Пипл
- 2006 — Три ночи (Адвокат)
- 2007 — Люблю тебя до смерти
- 2007 — Внеземной — уфолог
- 2007 — Куратор
- 2007 — Если ты меня слышишь
- 2007 — Презумпция вины
- 2007 — Жажда экстрима
- 2007 — Убить змея
- 2008 — Иллюзия страха
- 2008 — Отряд
- 2008 — Альпинист
- 2008 — Кастинг
- 2008 — Гений пустого места
- 2008 — Абонент временно недоступен
- 2009 — Гувернантка — Алексей, бывший друг Нины
- 2009 — Красная шапочка — Сказочник, брат Гримм
- 2009 — Разлучница — Жора, доктор, коллега и друг Валерия
- 2009 — Чёрта с два — бандит
- 2009 — Третьего не дано
- 2009 — Веское основание для убийства
- 2009 — Колдовская любовь-2
- 2010 — Брат за брата
- 2010 — Правдивая история об Алых парусах — Синкрайт
- 2010 — А вы играете в шахматы?
- 2010 — Я тебя никому не отдам
- 2011 — Влюблённые в Киев (новелла «Кое-что») — Иван
- 2011 — Костоправ — Валентин Львович Фишман, пластический хирург
- 2011 — Тот, кто прошёл сквозь огонь — Степан Шулика
- 2012 — Вечное возвращение — Он
- 2012 — Одесса-мама — Елагин, капитан милиции
- 2014 — Перелётные птицы — Михаил Витальевич Серов, доктор
- 2014 — Преступление в фокусе — Вадим Бригов, следователь
- 2015 — Битва за Севастополь — майор КМБ
- 2016 — Гнездо горлицы — Дмитрий